# Java EE连接器架构
Java EE 连接器架构（英語：Java EE Connector Architecture，简称JCA，原名J2EE Connector Architecture，即有简称J2C、J2CA）是基于Java的连接应用服务器和企业信息系统（EIS）的技术解决方案，作为企业应用集成 (EAI)解决方案的一部分。就像JDBC专门用于连接Java EE应用和数据库，JCA是一种连接legacy system（包括数据库）的更通用的体系架构。
在Java EE连接器结构中定义了连接器（也称为资源适配器）和应用服务器之间的契约，以及客户端和连接器之间的契约。前者通过服务提供者接口定义，后者通过客户端调用接口定义。